# زولیکون
شهر زولیکون  در مایلن در ایالت زوریخ در کشور سوئیس واقع شده‌است که ۱۱٬۹۰۰ نفر  جمعیت دارد.